# Gouvernement de la Guinée
Le gouvernement de la république de Guinée est l'organe exécutif le plus élevé de Guinée.

## Cabinet
| Portail | Fonction | Portefeuille | Portefeuille               |
| ------- | --- | ------------ | -------------------------- |
|         | Premier ministre |              | Amadou Oury Bah            |
|         | Ministre de la Défense nationale                                                                                                  |              | Aboubacar Sidiki Camara    |
|         | Garde des Sceaux, Ministre de la Justice et des Droits de l'Homme                                                                 |              | Yaya Kairaba Kaba          |
|         | Ministre de la Culture, du Tourisme et de l'Artisanat                                                                             |              | Moussa Moise Sylla         |
|         | Ministre des Infrastructures et des Travaux Publics                                                                               |              | Mahamadou Abdoulaye Diallo |
|         | Ministre de la Santé et de l'Hygiène publique                                                                                     |              | Dr Oumar Diouhé Bah        |
|         | Ministre de l'Environnement et du Développement durable                                                                           |              | Djami Diallo               |
|         | Ministre de l'Administration du Territoire et de la Décentralisation                                                              |              | Ibrahima Kalil Condé       |
|         | Ministre de l'Enseignement Supérieur, de la Recherche scientifique et de l'Innovation                                             |              | Alpha Bacar Barry          |
|         | Ministre des Mines et de la Géologie                                                                                              |              | Bouna Sylla                |
|         | Ministre de l'Urbanisme, de l'Habitat et de l'Aménagement du territoire, Chargé de la Récupération des Domaines Spoliés de l’Etat |              | Mory Condé                 |
|         | Ministre de la Jeunesse et des Sports                                                                                             |              | Keamou Bogola Haba         |
|         | Ministre des Postes, des Télécoms et de l’Économie numérique                                                                      |              | Rose Pola Pricemou         |
|         | Ministre de l’Économie et des Finances                                                                                            |              | Mourana Soumah             |
|         | Ministre du Budget |              | Facinet Sylla              |
|         | Ministre du Travail et de la Fonction publique                                                                                    |              | Faya François Bourouno     |
|         | Ministre de la Sécurité et de la Protection civile                                                                                |              | Bachir Diallo              |
|         | Ministre du Commerce, de l'Industrie et des Petites et Moyennes entreprises                                                       |              | Dr Diaka Sidibé            |
|         | Ministre de la Promotion féminine, de l'Enfance et des Personnes vulnérables                                                      |              | Charlotte Daffé            |
|         | Ministre de l'Enseignement pré-universitaire et de l'Alphabétisation                                                              |              | Jean Paul Cedy             |
|         | Ministre de l'Enseignement technique, de la Formation professionnelle et de l'Emploi                                              |              | Aminata Kaba               |
|         | Ministre des Affaires Étrangères, de l'Intégration Africaine et des Guinéens de l'Étranger                                        |              | Dr Morissanda Kouyaté      |
|         | Ministre de l'Agriculture et de l'Élevage                                                                                         |              | Felix Lamah                |
|         | Ministre de la Pêche et de l'Économie maritime                                                                                    |              | Fatima Camara              |
|         | Ministre de l'Information et de la Communication                                                                                  |              | Fana Soumah                |
|         | Ministre de l'Énergie, de l'Hydraulique et des Hydrocarbures                                                                      |              | Aboubacar Camara           |
|         | Ministre du Plan et de la coopération Internationale                                                                              |              | Ismael Nabé                |
|         | Ministre des Transports |              | Ousmane Gaoual Diallo      |
|         | Ministre Secrétaire Général du Gouvernement                                                                                       |              | Bénoit Kamano              |
|         | Ministre Secrétaire Général des Affaires Religieuses                                                                              |              | Karamo Diawara             |

## Bâtiment
- Primature de la Guinée

Images de bâtiments ministérielles
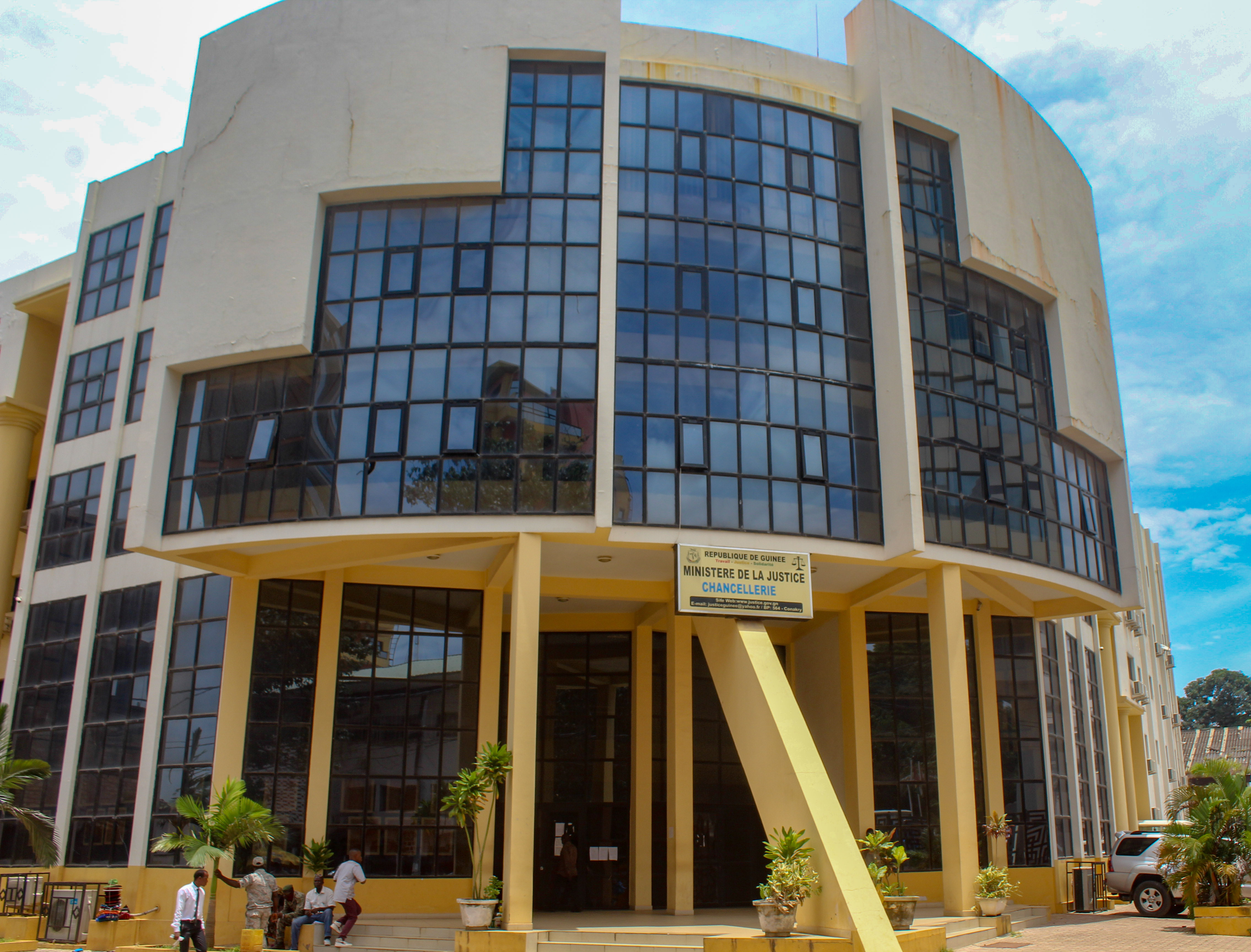
Ministère de la Justice
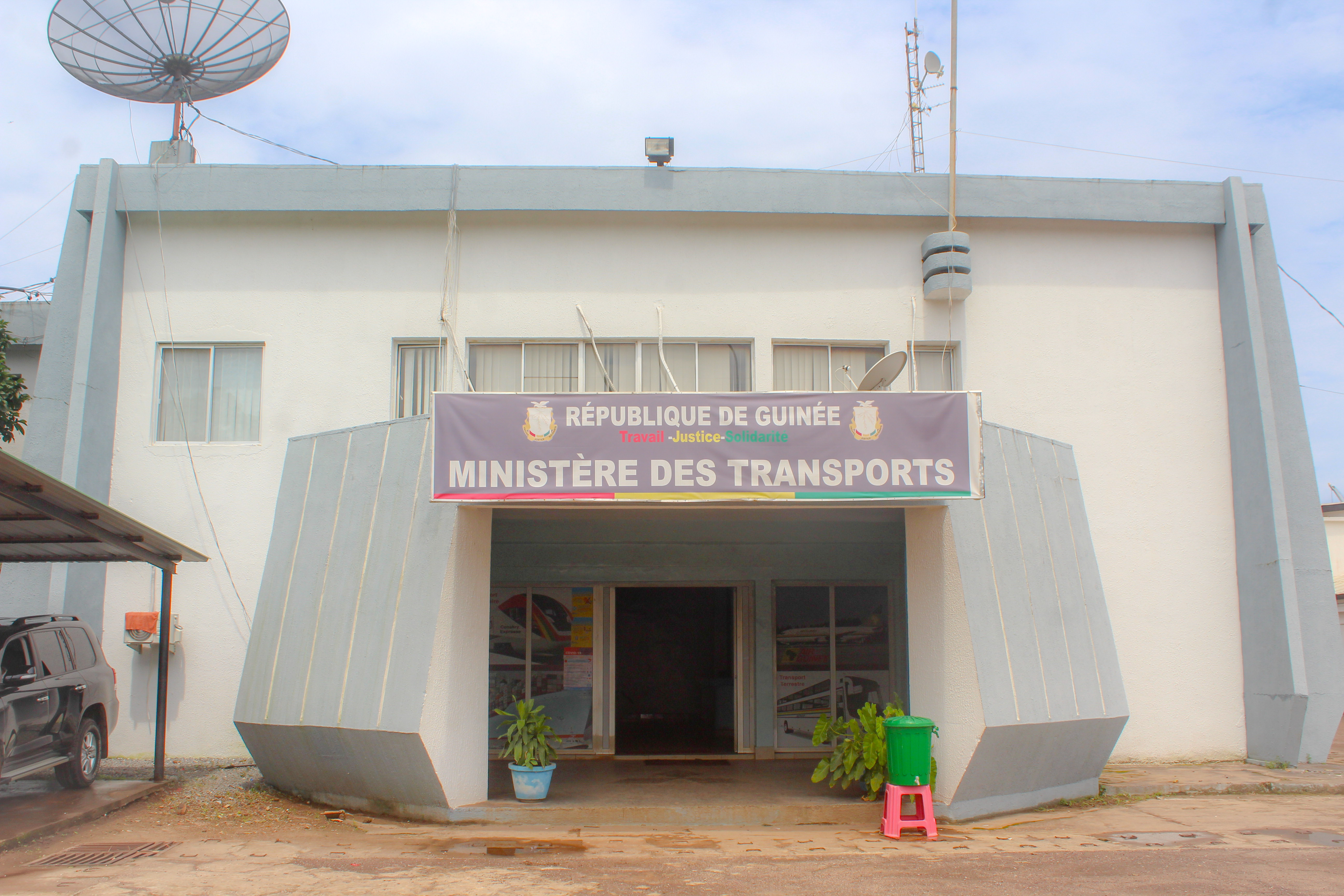
Ministère des Transports
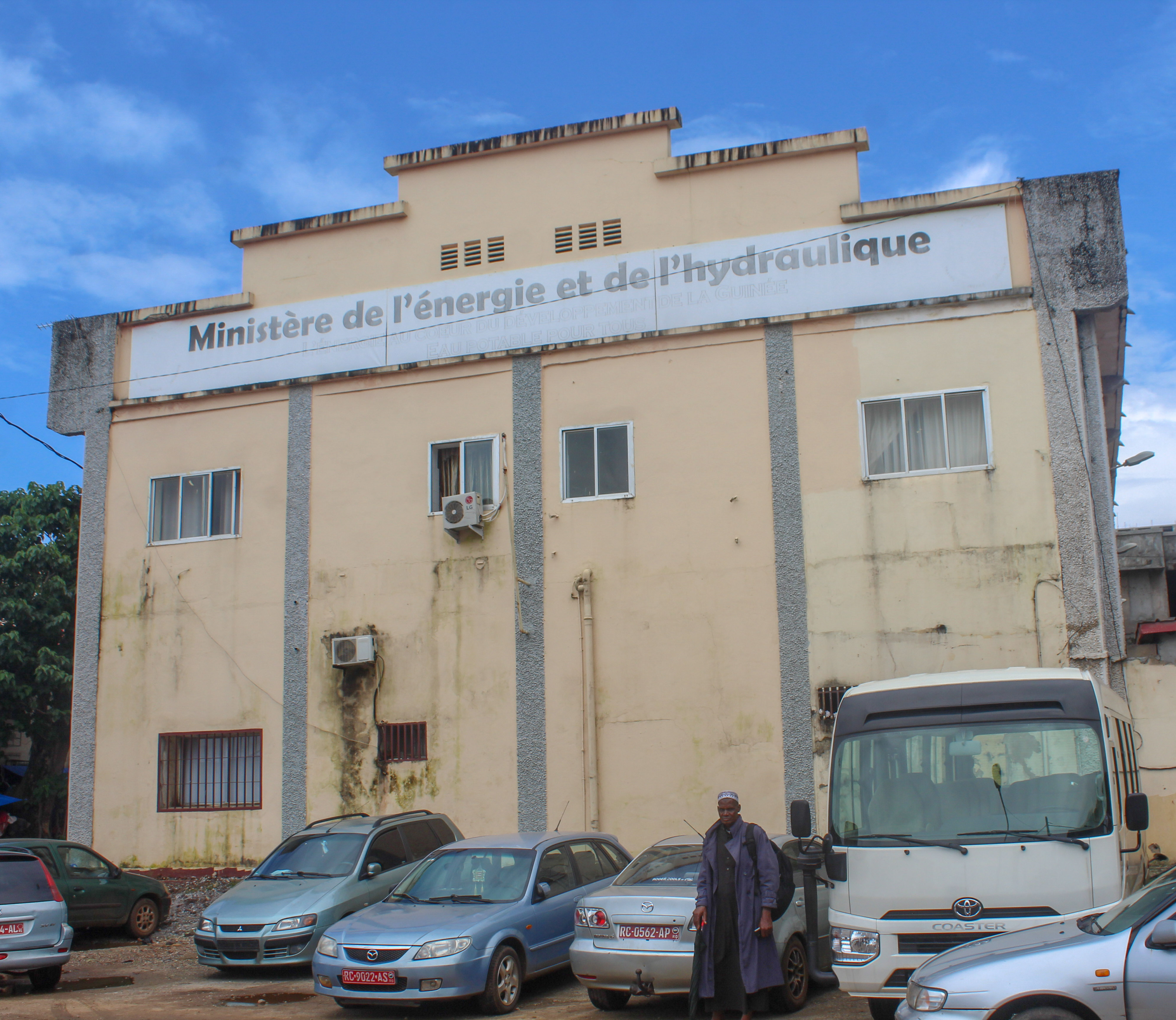
Ministère de l'Énergie et de l'Hydraulique

## Remarques
1. ↑  « Urgent: le Ministère de la justice a un nouveau patron (Décret) », sur Lerenifleur224.com, 13 mars 2024 (consulté le 13 mars 2024)